# Amtsgericht Birkenfeld
Das Amtsgericht Birkenfeld war ein oldenburgisches und später preußisches bzw. rheinland-pfälzisches Amtsgericht mit Sitz in Birkenfeld.

## Geschichte
Im Jahre 1817 war das Fürstentum Birkenfeld Teil des Großherzogtums Oldenburg geworden. Dort wurde die französische Gerichtsorganisation abgeschafft, darunter das Friedensgericht Birkenfeld, das für den Kanton Birkenfeld zuständig war. Stattdessen wurden Ämter, hier das Amt Birkenfeld, eingerichtet, die für Rechtsprechung und Verwaltung zuständig waren.
Mit der Justizreform von 1858 erfolgte die Trennung der Rechtsprechung von der Verwaltung. Mit dem Gerichtsverfassungsgesetz vom 29. August 1857 wurde das Gerichtswesen neu geordnet. Die Ämter blieben Eingangsinstanzen. Jedoch wurde Rechtsprechung und Verwaltung personell getrennt. In jedem Amt gab es neben dem Amtmann nun einen Justizamtmann, der ausschließlich für die Rechtsprechung in seinem Amt zuständig war (es wurde daher auch von dem Amt als Amtsgericht gesprochen). Im Rahmen der Reichsjustizgesetze wurden die Gerichte 1879 reichsweit einheitlich aufgebaut. Eingangsgericht in Birkenfeld war nun das großherzoglich oldenburgische Amtsgericht Birkenfeld. Diese war dem preußischen Landgericht Saarbrücken nachgeordnet. Rechtsgrundlage war eine Staatsvertrag zwischen Preußen und Oldenburg. Am Gericht bestand 1880 eine Richterstelle. Zum Amtsgerichtsbezirk gehörten 9632 Gerichtseingesessene. Das Amtsgericht war damit ein kleines Amtsgericht im Landgerichtsbezirk. Das Amtsgericht Nohfelden wurde zum 1. Juni 1882 wieder aufgehoben und der Bezirk mit dem des Amtsgerichts Birkenfeld vereinigt. Birkenfeld gab dafür die Gemeinden Kronweiler, Oberbrombach, Sonnenberg, Winnenberg, Leisel, Siesbach, Nockenthal und Rötsweiler an das Amtsgericht Oberstein ab. Mit Wirkung vom 1. November 1894 wurde dann für die Bürgermeisterei Nohfelden(-Neunkirchen) wieder ein Amtsgericht eingerichtet und die vorgenannten 8 Gemeinden kamen zurück vom AG Oberstein zum AG Birkenfeld.
Aufgrund des Groß-Hamburg-Gesetzes kam der Landesteil Birkenfeld als Landkreis Birkenfeld und damit das Amtsgericht Birkenfeld an die preußische Rheinprovinz und nach Krieg an das Land Rheinland-Pfalz. Zum 1. Januar 1999 wurde das Amtsgericht Birkenfeld aufgelöst und sein Sprengel dem Amtsgericht Idar-Oberstein zugeordnet.

## Gerichtsgebäude
Das Amtsgericht hatte seinen Sitz im Amtsgerichtsgebäude (heutige Adresse: Schneewiesenstraße 20). Es steht als Teil der Denkmalzone Regierungsviertel unter Denkmalschutz.